# Corpo Forestale dello Stato

Wappen des CFS

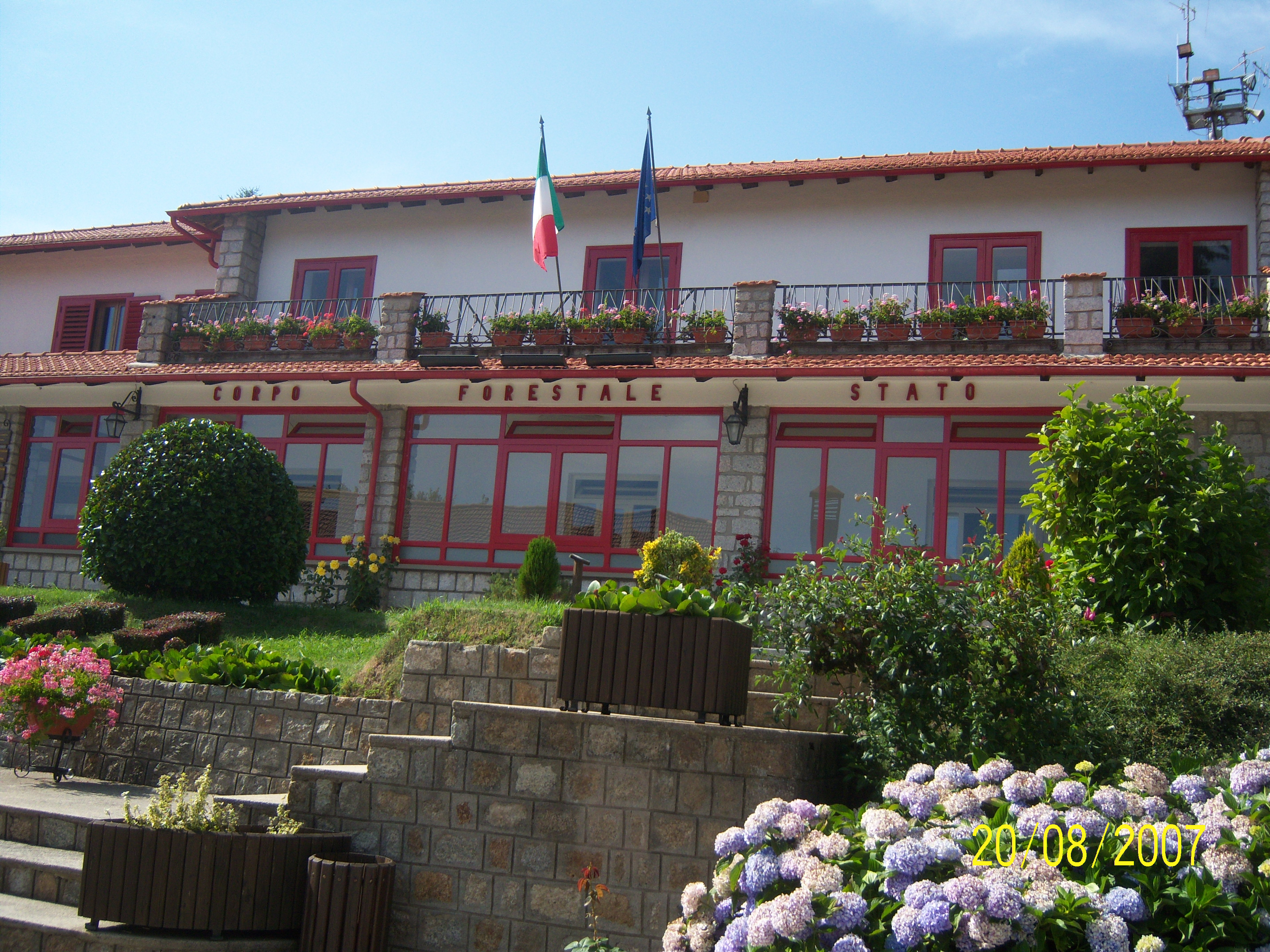
CFS-Station Mongiana (Kalabrien)

Das Corpo Forestale dello Stato (CFS; deutsch „staatliches Forstkorps“ oder „staatliche Forstwache“, „Forstpolizei“) war eine italienische Polizeibehörde, die dem Landwirtschaftsministerium in Rom unterstand. 
Das CFS wurde im Lauf des Jahres 2016 aufgelöst. Von den zuletzt rund 7.500 Beamten trat der Großteil zu den Carabinieri über, kleinere Teile gingen zu Feuerwehr, Polizia di Stato und Guardia di Finanza. Mit Personal des CFS und Carabinieri der Sondereinheiten für Verbraucher- und Umweltschutz wurde ein neues Carabinieri-Kommando für Forst-, Umwelt-, Landwirtschafts- und Verbraucherschutz gebildet (Comando carabinieri per la tutela forestale, ambientale e agroalimentare).
Die Forstpolizeibehörden der autonomen Regionen und der zwei autonomen Provinzen Bozen – Südtirol und Trient  blieben von dieser Neuordnung unberührt und bestehen unverändert fort (z. B. der Landesforstdienst mit Landesforstkorps in Südtirol).

## Geschichte
Im Königreich Sardinien-Piemont entstand durch einen königlichen Erlass vom 15. Oktober 1822 erstmals eine organisierte staatliche Forstverwaltung, welche auch forstpolizeiliche Aufgaben hatte. Nach der Einigung Italiens im Jahr 1861 bestanden verschiedene frühere Forstverwaltungsorganisationen weiter. Diese wurden jedoch nach und nach dem piemontesischen System angeglichen und dann in dieses integriert. 1869 gründete man in der seinerzeit aufgehobenen Abtei der Vallombrosaner bei Reggello in der Toskana eine nationale Forstakademie (Regio Istituto Forestale di Vallombrosa), aus der später die landwirtschaftliche Fakultät der Universität Florenz hervorging. Ein Gesetz vom 20. Juni 1877 schuf im Forstwesen einen einheitlichen rechtlichen und organisatorischen Rahmen. Mit einem weiteren Gesetz vom 2. Juni 1910 gründete man das Corpo Reale delle Foreste (dt. „Königliches Forstkorps“), das alle administrativen Aufgaben der Forstverwaltung überließ. Das CRF hatte zu dieser Zeit etwa 3.400 Angehörige. 
Unter dem faschistischen Regime militarisierte man das CRF und benannte es in Milizia Nazionale Forestale um. In dieser Form wurde es auch zu Wiederaufforstungsarbeiten eingesetzt. Nach der Absetzung Mussolinis im Jahr 1943 erhielt die Organisation wieder ihren alten Status und auch ihren alten Namen Corpo Reale delle Foreste zurück. Als 1946 die Monarchie durch eine Volksabstimmung abgeschafft wurde, führte man den heutigen Namen Corpo Forestale dello Stato ein.
In den Jahren danach erhielten die neu eingeführten italienischen Regionen etliche Zuständigkeiten im Bereich der Forstverwaltung und der Forstwirtschaft. Das CFS richtete daraufhin seine Organisationsstruktur auf die regionale Ebene aus, während die fünf autonomen Regionen Italiens die Aufgaben des CFS ganz übernahmen und eigene Forstpolizeibehörden gründeten.
Im August 2015 verabschiedete das italienische Parlament ein Gesetz zur Reform der öffentlichen Verwaltung und der Polizei. Auf dieser Grundlage wurde im Januar 2016 von der Regierung die Auflösung des CFS und die Neuausrichtung der anderen Polizeien angeordnet. Die Polizeigewerkschaften sprachen sich gegen die weitgehende Zwangsmilitarisierung der Forstpolizeibeamten aus und protestierten wegen der besonderen Aufgaben gegen die Auflösung des CFS, obwohl es seit langer Zeit evidente Kompetenzüberschneidungen mit Sondereinheiten der Carabinieri, der Provinzpolizeien, der Feuerwehr und anderen Behörden gab. Die Carabinieri versicherten den knapp 7.200 übernommenen Forstpolizeibeamten, dass sie innerhalb des neuen organisatorischen Rahmens ihre Arbeit unverändert fortsetzen würden und keine beruflichen Nachteile zu befürchten hätten.

### Aufgaben

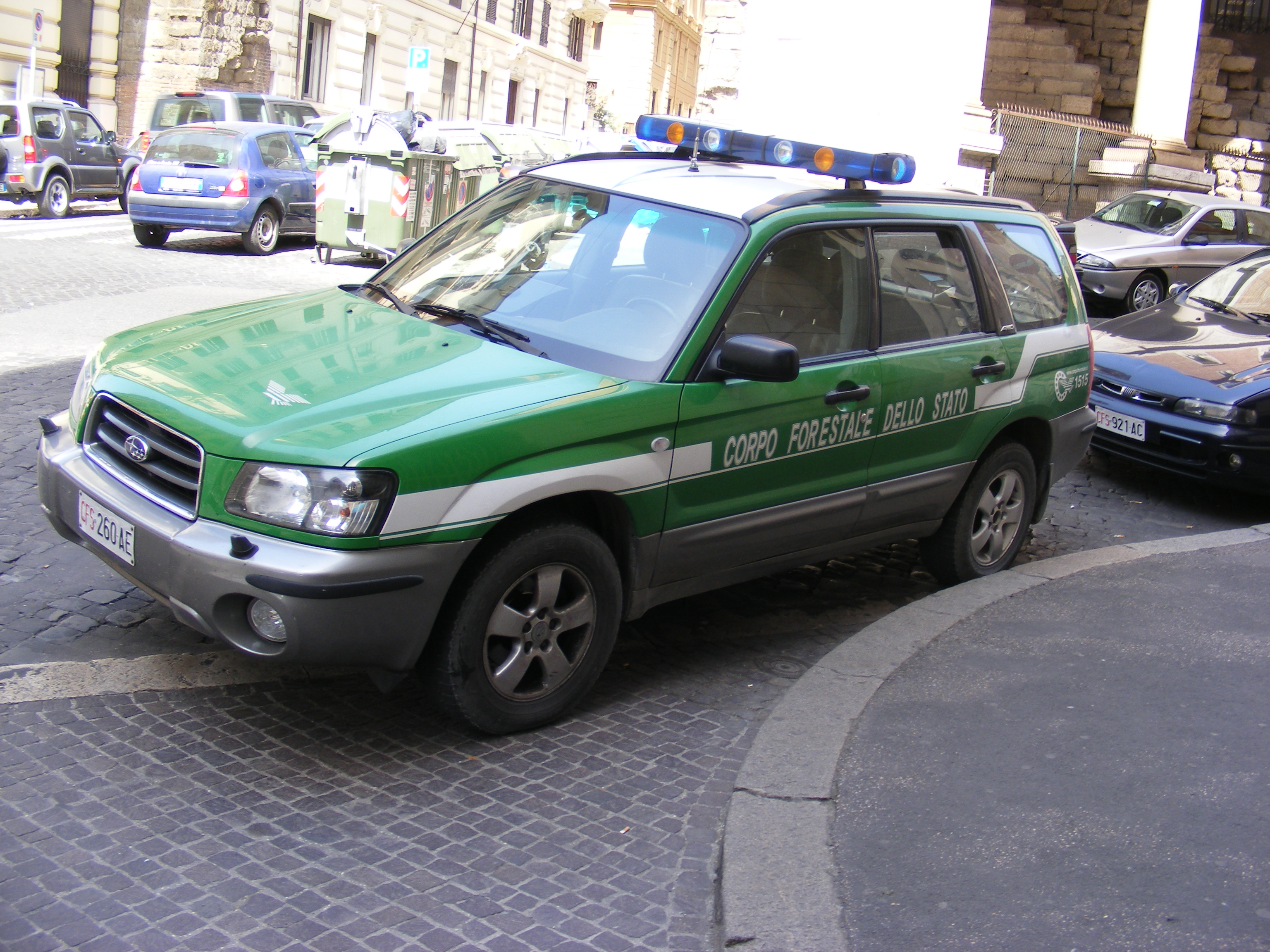
CFS-Dienstfahrzeug

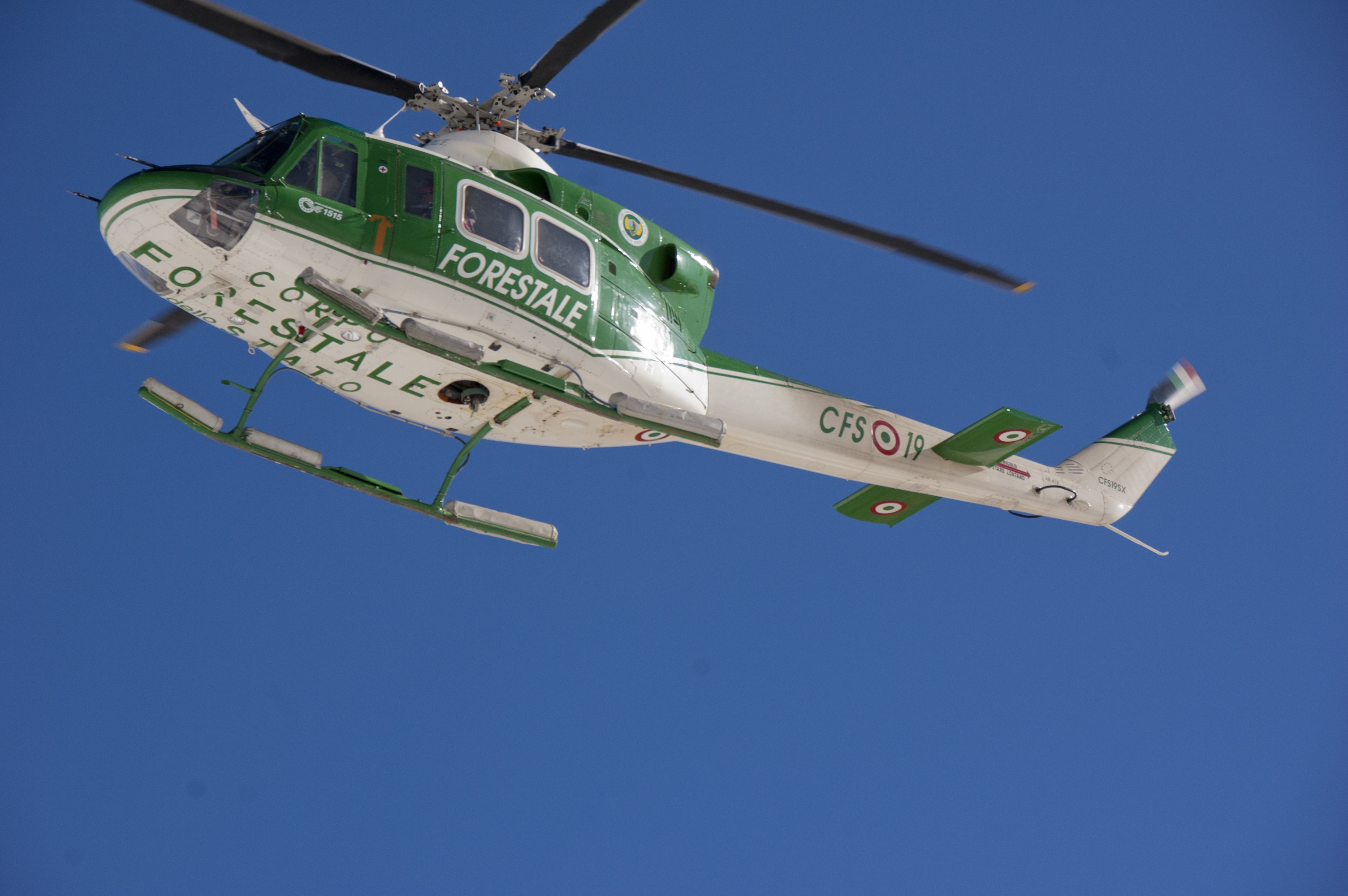
CFS-Hubschrauber

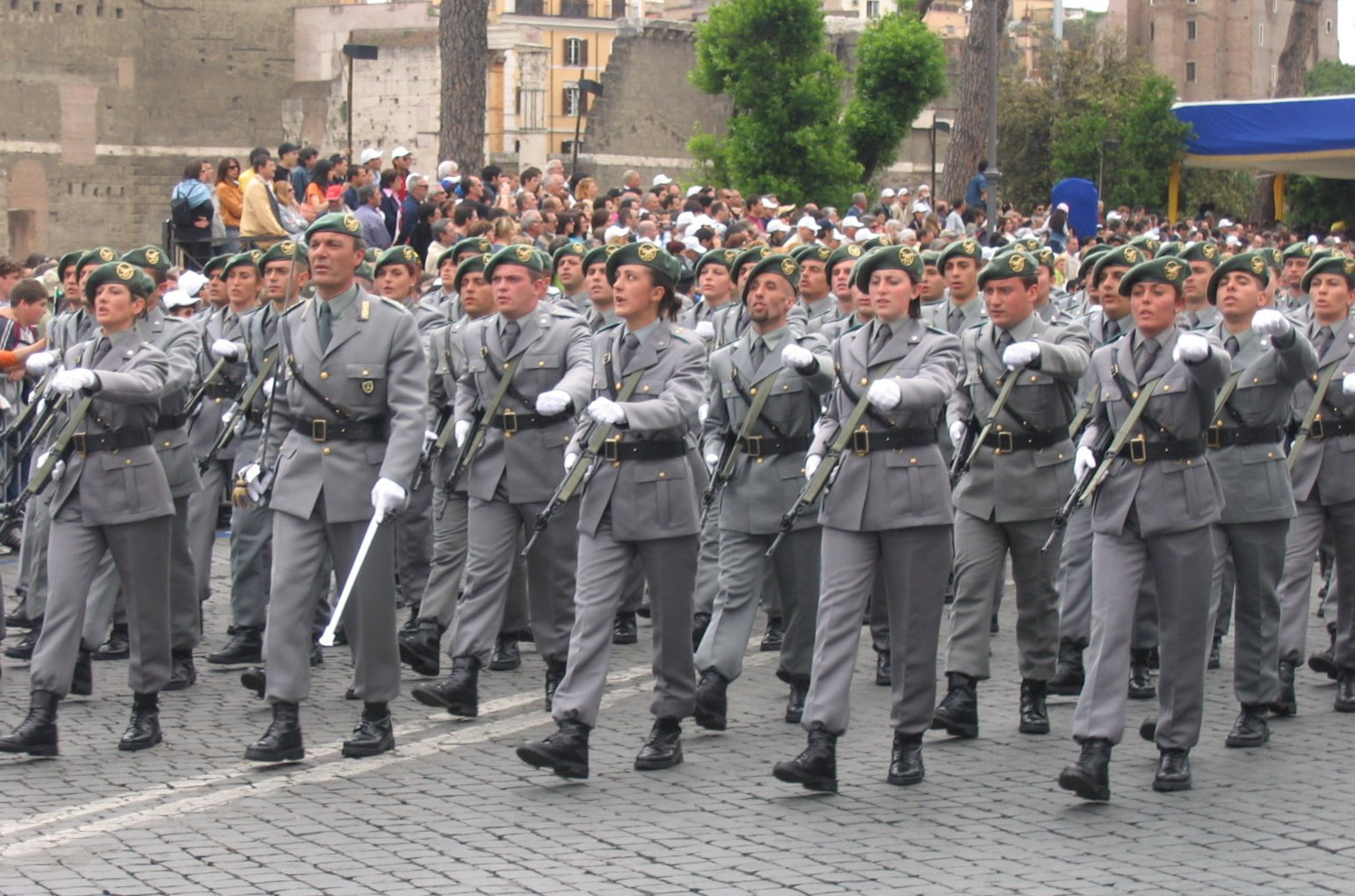
Angehörige des CFS bei einer Parade 2007 in Rom

Das CFS (auch kurz als Forestale, bezeichnet) überwachte die Einhaltung der Natur- und Umweltschutzgesetze, insbesondere in Forst- und Naturschutzgebieten sowie auf Binnengewässern. Es betreute auch Nationalparks und andere Schutzgebiete. Wilderer wurden in Zusammenarbeit mit anderen Behörden und privaten Organisationen auf dem gesamten Staatsgebiet verfolgt, Artenschutzvergehen auch an den Staatsgrenzen. Neben dem allgemeinen Tierschutz war auch der Verbraucherschutz von Bedeutung. Das CFS hatte besonders wichtige Aufgaben bei der Prävention und Bekämpfung von Waldbränden. Das CFS bildete eine wichtige Stütze des italienischen Zivilschutzes. Es verfügte zuletzt über rund 20 eigene Hubschrauber und konnte bei Bedarf Löschflugzeuge vom Typ Canadair CL-415 anfordern. In Zusammenarbeit mit dem Gebirgstruppenkommando des Heeres und mit dem Wetterdienst der Luftwaffe gab das CFS in den Alpen und im Apennin Lawinen- und Schlechtwetterwarnungen heraus (servizio meteomont). Das CFS stellte auch Einheiten für das nationale Bergrettungswesen bereit.
Beim Umwelt- und Verbraucherschutz waren neben dem CFS auch besondere Einheiten anderer Polizeien aktiv (beispielsweise NOE und NAS der Carabinieri). Aufgaben im Bereich des Jagdschutzes und bei der Bekämpfung der Fischwilderei übernahmen auf Provinzebene auch die kleinen Provinzpolizeien, soweit sie dort eingerichtet waren, sowie staatlich anerkannte Jagdaufseher, welche in Italien jedoch keine polizeilichen Befugnisse haben.
Vom CFS zu unterscheiden waren Forstwissenschaftler, Forsttechniker und Waldarbeiter, die die Forstverwaltungen oder Forstbetriebe von Regionen oder anderen Gebietskörperschaften im Rahmen ihrer forstwirtschaftlichen Zuständigkeiten beschäftigen. Vor allem in Süditalien werden Waldarbeiter saisonal (auch zu Zwecken der Arbeitsbeschaffung) in größerem Umfang eingestellt, unter anderem zur Wiederaufforstung.

### Organisation
Der Generaldirektion des CFS unterstanden zuletzt 15 Regionalkommandos, welche über Koordinierungsstellen auf der Provinzebene etwa 1.000 Forststationen mit insgesamt rund 8.500 Beamten (Sollstärke bis 2015) in 15 der 20 italienischen Regionen führten. In verschiedenen Regionen verfügte das CFS über vorgeschobene Beobachtungsposten zur rechtzeitigen Erkennung von Waldbränden. Das CFS unterhielt bei allen Regionalkommandos Koordinierungszentren zur Waldbrandbekämpfung (CORAIB) und war in allen Koordinierungszentren des Zivilschutzes vertreten, besonders auch im „Gemeinsamen Luftkoordinierungszentrum“ in Rom (Centro Aereo Operativo Unificato-COAU).
Zu den Sondereinheiten zählten besondere kriminalpolizeiliche Ermittlungsgruppen, die unter anderem gegen Brandstifter, Müllhandel, illegale Abfallentsorgung, Tierquälerei und Wilderer vorgingen. 
Das CFS unterhielt in Cittaducale und in Sabaudia (Latium) zwei größere Ausbildungseinrichtungen. Hinzu kamen einige kleinere, zum Teil spezialisierte Ausbildungszentren in verschiedenen Regionen des Landes. Die höheren Forstpolizeibeamten wurden an der Scuola superiore di polizia in Rom aus- und fortgebildet. Die CFS-Ausbildungseinrichtungen wurden 2016 in die Ausbildungsorganisation der Carabinieri eingegliedert.
In den 1950er Jahren entstand auf Initiative von Skilangläufern, die dem CFS angehörten, das Centro Sportivo Corpo Forestale dello Stato, das ab 2007 den Namen Gruppo Sportivo Forestale trug. Angehörige dieser Sportförderorganisation errangen über 50 Medaillen bei Olympischen Spielen und über 230 bei Weltmeisterschaften. Diese Sportler wurden 2016 von der entsprechenden Organisation der Carabinieri übernommen.

### Uniform und Dienstgrade

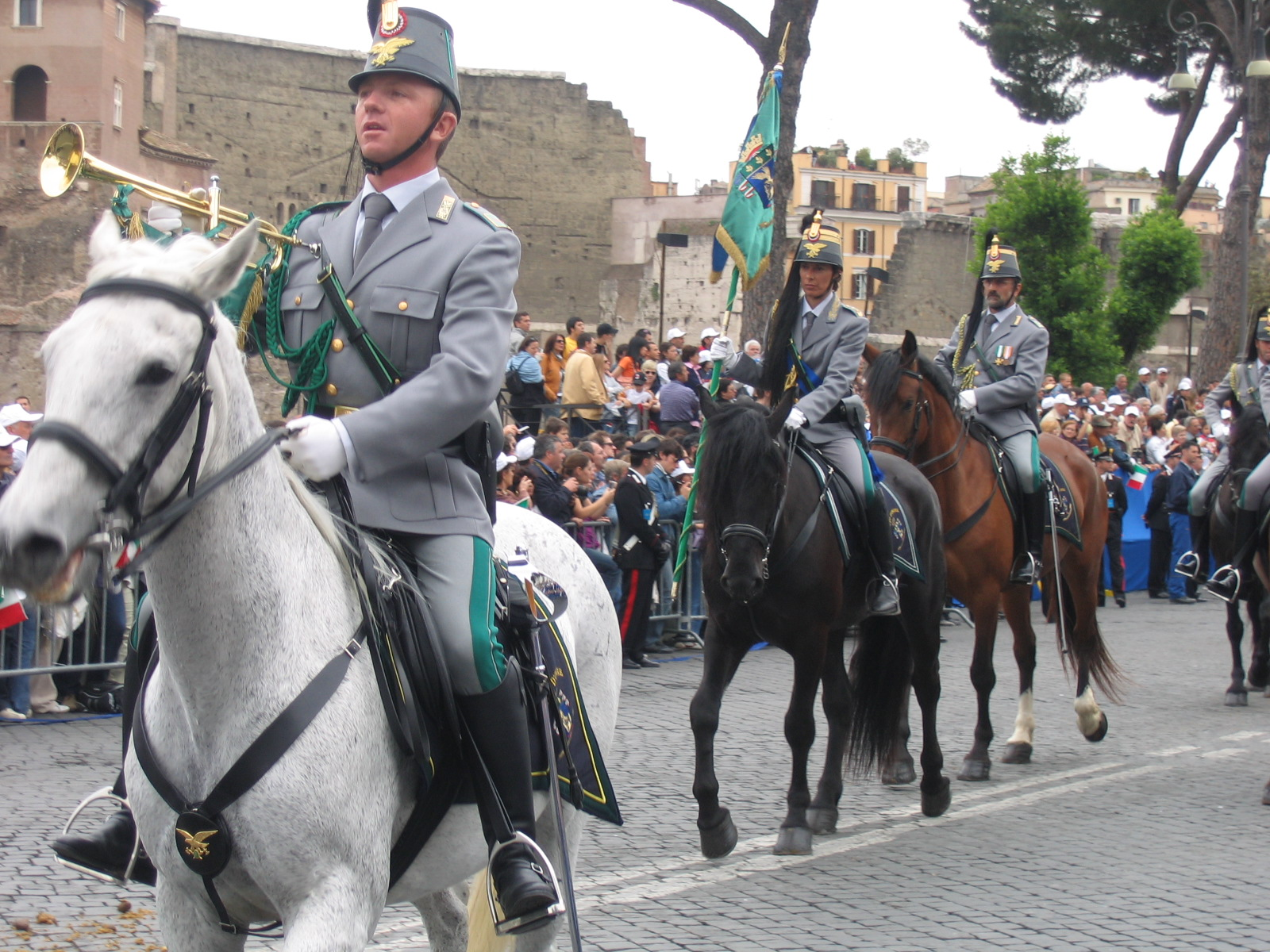
Reitende forestali mit Tschako und blauer Schärpe.

Die Dienstgrade der Beamten des CFS und deren Bezeichnungen entsprachen weitestgehend denen der Polizia di Stato.
Das Grau der Uniform des CFS wurde bis zu dessen Auflösung als grigioverde oder „graugrün“ bezeichnet. Dabei handelte es sich um die Farbe der Heeresuniformen von 1915 und 1934. Im Wesentlichen glich die Dienstuniform der bis 2011 bei der Guardia di Finanza verwendeten, mit folgenden Abweichungen:
- Grüne Paspel an den Schulterklappen;
- Barettabzeichen in Form eines fliegenden Adlers, in etwas vergrößerter Form auch an allen anderen Kopfbedeckungen;
- Grüne Kragenspiegel mit dem Namenszeichen der Republik (anstelle des Kombattanten vorbehaltenen Aktivitätssterns);
- Rangabzeichen wie bei der Polizia di Stato, in den Farben des CFS.

Zur Felduniform wurde oftmals eine Schirmmütze in Käppiform (Pasubio genannt und etwa einer Bergmütze entsprechend) anstelle des Baretts getragen. Die reitenden forestali trugen Reithosen mit grünen Lampassen; dazu zur Paradeuniform den kegelförmigen Tschako von 1861, mit dem Haarbusch der reitenden Artillerie.

## Autonome Organisationen
Die Forstpolizeibehörden der autonomen Regionen wurden weitestgehend nach dem Muster des CFS strukturiert. In einigen Fällen übernehmen sie auch technische, betreuende oder beratende Aufgaben und Bewirtschaftungsmaßnahmen. Die Forstpolizei im Aostatal hat etwa 150 Bedienstete und 14 Stationen, im Trentino sind es rund 240 Bedienstete und 37 Stationen, in Südtirol sind es knapp 400 Bedienstete (davon knapp 300 im Landesforstkorps) und 38 Stationen, im Friaul sind es rund 250 Mitarbeiter und 28 Stationen. Das „Forst- und Umweltschutzkorps“ (Corpo Forestale e di Vigilanza Ambientale) Sardiniens besteht aus sieben Bezirksdirektionen, 82 Stationen, 10 Küstenstützpunkten und über 1.400 Bediensteten. Einen etwas größeren Umfang hat auch das Corpo Forestale Siziliens (Stand 2020).